# Jan Jacob Spohler
Jan Jacob Spohler (Nederhorst den Berg, 1811 – Amsterdam, 1866) fou un pintor del segle xix d'Holanda del Nord.

## Biografia
Segons Rijksbureau voor Kunsthistorische Documentatie, fou alumne de Jan Willem Pieneman i va esdevenir membre de la Koninklijke Academie d'Amsterdam el 1845. És conegut pels seus paisatges d'hivern i fou pare dels pintors Jacob Jan Coenraad Spohler i Johannes Franciscus Spohler. Treballà a Amsterdam des del 1830 fins al 1839 (on més tard retornaria i hi visqué des de 1861 en endavant), a Haarlem des de 1840 fins a 1843, a Brussel·les de 1844 a 1847 (i breument una altra vegada el 1853), a La Haia des de 1848 fins al 1849, a Leiden de 1850a 1860 i a Rotterdam des del 1854 fins al 1855. A més dels seus fills, també ensenyà al pintor Willem Vester.